# 22 de fevereiro nos Jogos Olímpicos de Inverno de 2010
O dia 22 de fevereiro foi o décimo primeiro dia de competições dos Jogos Olímpicos de Inverno de 2010. Neste dia foram disputadas competições de seis esportes, com quatro finais, e encerraram-se as competições do salto de esqui.

## Esportes
| - Curling - Esqui cross-country - Esqui estilo livre | - Hóquei no gelo - Patinação artística - Salto de esqui |

## Resultados

### Curling
Após uma vitória sobre a França na décima rodada, a Noruega assegura classificação para as semifinais do torneio masculino. O Canadá segue como única equipe invicta do torneio. O placar de 7 a 2 sobre os Estados Unidos eliminou a equipe americana. No torneio feminino, a equipe anfitriã vence a Suécia, atual campeã olímpica, em apenas nove ends, e se recupera da derrota do dia anterior.

### Esqui cross-country
Na competição de Velocidade por equipes feminino, as alemãs Evi Sachenbacher-Stehle e Claudia Nystad conquistaram o ouro superando as suecas Charlotte Kalla e Anna Haag por apenas 0,6 segundo. As russas Irina Khazova e Natalya Korostelyova ficam com o bronze. No masculino, o ouro ficou com os noruegueses Oeystein Pettersen e Petter Northug ficaram em primeiro, os alemães Tim Tscharnke e Axel Teichmann com a prata e os russos Nikolay Morilov e Alexey Petukhov com o bronze. Os três passaram na linha de chegada com menos de dois segundos de diferença.

### Esqui estilo livre
Nas eliminatórias do aerials masculino, China, Bielorrússia e Canadá classificam para a final três atletas cada. O campeão mundial Han Xiaopeng, da China, e o atual líder do ranking mundial, Anton Kushnir, da Bielorrússia, entretanto, caíram e não conseguiram se classificar.

### Hóquei no gelo
Nas semifinais do torneio feminino, os Estados Unidos vencem a Suécia por 9 a 1 e se classificam para a final, na qual enfrentará o Canadá, que derrotou a Finlândia por 5 a 0. Na definição do quinto ao oitavo lugar, China vence a Eslováquia por 3 a 1 e fica em quinto, enquanto a Suíça vence a Rússia por 2 a 1 e fica em sétimo.

### Patinação artística
No último dia da Dança no gelo, os canadenses Tessa Virtue e Scott Moir confirmam a primeira posição conquistada no dia anterior e ficam com o ouro. Os outros medalhistas também não tiveram posições alteradas em relação à dança original: a prata ficou com os americanos Meryl Davis e Charlie White e o bronze com os russos Oksana Domnina e Maxim Shabalin.

### Salto de esqui
A última prova do esporte em Vancouver, a de Pista longa por equipes, é realizada, com vitória da equipe da Áustria. A Alemanha ficou com a prata e a Noruega com o bronze.

## Campeões do dia
Esses foram os "campeões" (medalhistas de ouro) do dia:
| Medalhas de ouro    | Medalhas de ouro                 | Medalhas de ouro                                                        | Medalhas de ouro | Medalhas de ouro |
| Modalidades         | Categoria                        | Atleta (s)                                                              | País             | Ref.             |
| ------------------- | -------------------------------- | ----------------------------------------------------------------------- | ---------------- | ---------------- |
| Esqui cross-country | Velocidade por equipes feminino  | Evi Sachenbacher-Stehle Claudia Nystad                                  | GER Alemanha     | [ 4 ]            |
| Esqui cross-country | Velocidade por equipes masculino | Oeystein Pettersen Petter Northug                                       | NOR Noruega      | [ 5 ]            |
| Patinação artística | Dança no gelo                    | Tessa Virtue Scott Moir                                                 | CAN Canadá       | [ 13 ]           |
| Salto de esqui      | Pista longa por equipes          | Wolfgang Loitzl Thomas Morgenstern Gregor Schlierenzauer Andreas Kofler | AUT Áustria      | [ 12 ]           |

## Líderes do quadro de medalhas ao final do dia 22
País sede destacado. Ver quadro completo.
| Ordem | País               | Medalha de ouro | Medalha de prata | Medalha de bronze |    |
| ----- | ------------------ | --------------- | ---------------- | ----------------- | -- |
| 1     | GER Alemanha       | 7               | 9                | 5                 | 21 |
| 2     | USA Estados Unidos | 7               | 8                | 10                | 25 |
| 3     | NOR Noruega        | 6               | 3                | 5                 | 14 |
| 4     | CAN Canadá         | 5               | 4                | 1                 | 10 |
| 5     | SUI Suíça          | 5               |                  | 2                 | 7  |